# Phare d'Ardley
Le phare d'Ardley (en espagnol : Faro Isla Ardley) est un phare actif situé sur l'île Ardley (Territoire chilien de l'Antarctique), faisant partie de la région de Magallanes et de l'Antarctique chilien au Chili.
Il est géré par le Service hydrographique et océanographique de la marine chilienne dépendant de la Marine chilienne.

## Histoire
L'île Ardley est située au sud-ouest de l'île du Roi-George faisant partie des îles Shetland du Sud. Le Chili y dispose d'un centre de recherche scientifique d'été, la base Julio Ripamonti. L'île est protégée en tant que Zone spécialement protégée de l'Antarctique en vertu du traité sur l'Antarctique.
Le phare est situé à l'extrémité sud de l'île et il est sous la responsabilité de l'Instituto Antártico Chileno (en).

## Description
Le phare est une tourelle cylindrique à base conique en fibre de verre, avec une balise de 6 m de haut. La tour est peinte de bandes horizontales orange et blanches. Il émet, à une hauteur focale de 45 m, un éclat blanc par période de 125 secondes. Sa portée n'est pas connue.
Identifiant : Amirauté : G1388 - NGA : 111-2720 .

### Lien connexe
- Liste des phares du Chili